# Michael Gallup
Michael Gallup - nascido em 4 de Março de 1996 - é um jogador profissional de futebol americano que atua pelo Dallas Cowboys na posição de wide receiver na National Football League (NFL). Na universidade, jogou pela Universidade Estadual do Colorado - Colorado State.

## Vida Pessoal

### Nascimento & Ensino Médio
Gallup foi adotado quando tinha 10 meses de idade e estudou na Monroe Area High School em Monroe, Geórgia, praticando futebol americano, beisebol, basquete e corrida. Em seu terceiro ano no ensino médio - como junior - começou a se concentrar no futebol americano, atuando como quarterback.
Em seu último ano - sênior - ele começou a jogar como wide receiver e running back, registrando 28 recepções para 637 jardas, com uma média de 22.8 por tentativa, além de 10 touchdowns recebendo a bola. Correndo, por sua vez, ele acumulou 37 carregadas para 484 jardas (13.1 jardas de média), e 7 touchdowns. Gallup contribuiu para a classificação de sua equipe a segunda rodada dos playoffs da classe 4A.

### Transição a Universidade
Gallup foi classificado como recruta três estrelas pela 247Sports.com e ESPN em 2014, e tinha ofertas de algumas universidades, como a Universidade de Michigan, porém, por conta de suas notas e ausência do SATs, teve de seguir um caminho diferente em uma JUCO - Junior College.

## Universidade
Para melhorar sua nota, antes de ir propriamente até a Universidade Estadual de Colorado, Gallup se juntou a Butler Community College, em El Dorado, Arkansas. E, em seu primeiro ano - freshman - liderou a equipe com 780 jardas recebidas e 11 touchdowns. Enfrentando a Dodge City Community College, registrou sua melhor marca na temporada, com 5 recepções para 287 jardas e três touchdowns. Em 2015, por conta de uma lesão no tornozelo, ele só foi capaz de jogar três partidas, anotando 74 jardas recebidas e 1 touchdown.
Só em 2016, ele se comprometeu ir a Universidade Estadual do Colorado - Colorado State, em 25 de Janeiro, juntando a equipe em 3 de Fevereiro.
Apesar de um começo lento, Gallup aumentou sua produção a partir da terceira partida contra a Universidade do Norte do Colorado (Northern Colorado), com 4 recepções para 82 jardas e 1 touchdown. Ele jogou em todas as 13 partidas da temporada, sendo 11 como titular, registrando 76 recepções para 1.272 jardas (empatado em primeiro na conferência), além de acumular 14 touchdowns.
Em seu último ano, como sênior, foi finalista ao prêmio Fred Biletnikoff. Nesta temporada, foi titular em todas as treze partidas, registrando 100 recepções (recorde da universidade), 1.413 jardas e 7 touchdowns.
Gallup encerrou sua carreira universitária com várias realizações. Ele teve 3 dos 8 melhores jogos de todos os tempos de recebimento de um único jogo na história da universidade, 4 dos 10 melhores jogos da história da escola para recepções, ficou em segundo lugar em uma única temporada recebendo touchdowns (14), único jogador na história da escola para pegar 3 ou mais touchdowns três vezes, recorde de recepções em uma única temporada (100), segunda marca de mais jardas de recepção em uma única temporada (1.413) e classificado em quinto lugar em recepções de carreira (176).

### Estatísticas
| Carreira Universitária |                   |                   |                   |    |           |           |           |           |          |          |          |          |
| Ano                    | Universidade      | Conferência       | Posição           | J  | Recebendo | Recebendo | Recebendo | Recebendo | Correndo | Correndo | Correndo | Correndo |
| Ano                    | Universidade      | Conferência       | Posição           | J  | Rec       | Yds       | Avg       | TD        | Att      | Yds      | Avg      | TD       |
| 2016                   | Colorado State    | NCAA              | WR                | 13 | 76        | 1,272     | 16.7      | 14        | 4        | 15       | 3.8      | 0        |
| 2017                   | Colorado State    | NCAA              | WR                | 13 | 100       | 1,418     | 14.2      | 7         | 0        | 0        | 0        | 0        |
| Total da Carreira      | Total da Carreira | Total da Carreira | Total da Carreira | 26 | 176       | 2,690     | 15.3      | 21        | 4        | 15       | 3.8      | 0        |

Fonte: Sports-reference.com

## Draft
Em 20 de novembro de 2017, foi anunciado que Gallup havia aceitado seu convite para jogar no Senior Bowl. Já em 27 de janeiro de 2018, ele recepcionou três passes para 60 jardas e fez parte do time do Denver Broncos treinado por Vance Joseph, que perdeu por 45-16 para o treinador Bill O'Brien do Houston Texans.  Ele participou do NFL Scouting Combine em Indianápolis e completou todos os exercícios. Em 7 de março de 2018, Gallup participou do Pro Day do Colorado State e realizou o 40 yards-dash (4,45s), 20 yards-dash (2,63s), 10 yards-dash (1,57s), broad jump (10'8 " ), short shuttle (4,52s) e three-cone drill (7,09s). Na conclusão do processo de pré-draft, Gallup foi projetado para ser uma escolha de terceira rodada por especialistas e olheiros da NFL, classificado como o 10º melhor wide receiver em perspectiva no draft da DraftScout.com e foi classificado como o 14º melhor wide receiver pela Scouts Inc.
| Dados Pré - Draft                | Dados Pré - Draft | Dados Pré - Draft  | Dados Pré - Draft | Dados Pré - Draft | Dados Pré - Draft | Dados Pré - Draft   | Dados Pré - Draft |
| Height                           | Weight            | Arm length         | Hand size         | 40-yard dash      | Vertical jump     | Broad jump          | Bench press       |
| -------------------------------- | ----------------- | ------------------ | ----------------- | ----------------- | ----------------- | ------------------- | ----------------- |
| 6 ft 0+3⁄4 in (1.85 m)           | 205 lb (93 kg)    | 31+1⁄2 in (0.80 m) | 9+1⁄4 in (0.23 m) | 4.51 s            | 36 in (0.91 m)    | 10 ft 2 in (3.10 m) | 10 reps           |
| Todos os Valores da NFL Combine. |                   |                    |                   |                   |                   |                     |                   |

O Dallas Cowboys selecionou o Gallup na terceira rodada com a 81ª escolha geral no Draft 2018 da NFL, sendo o wide receiver a ser selecionado em 2018. Em 21 de maio de 2018, o Cowboys assinou com a Gallup um contrato de quatro anos de $3,52 milhões, que inclui um bônus de assinatura de $889.980.

## Carreira Profissional

### Temporada de 2018
Gallup fez sua estreia na National Football League na derrota de abertura da temporada por 16 a 8 para o Carolina Panthers, pegando um passe para nove jardas. Em 21 de outubro, pegou seu primeiro touchdown da NFL em um passe de 49 jardas de Dak Prescott em uma derrota de 20 a 17 para o, então, Washington Redskins. Gallup terminou seu ano de estreia com 33 recepções para 507 jardas e dois touchdowns.

### Temporada de 2019
Durante a abertura da temporada contra o New York Giants, Gallup recepcionou sete passes para 158 jardas na vitória de 35-17. Por conta de uma cirurgia no joelho, ele perdeu a semana 3 e 4 da temporada regular. Na Semana 11 contra o Detroit Lions, Gallup terminou com nove recepções para 148 jardas na vitória por 37 a 27, fora de casa. Três semanas depois, contra o Chicago Bears no Thursday Night Football, recepcionou seis passes para 109 jardas e 1 touchdown na derrota fora de casa por 31 a 24. No final da temporada regular contra o Washington Redskins, pegou cinco passes para 98 jardas e 3 touchdowns na vitória por 47 a 16. No total, Gallup terminou a temporada de 2019 com 66 recepções para 1.107 jardas recebidas e 6 touchdowns.

### Temporada de 2020
Na semana 3 contra o Seattle Seahawks, Gallup terminou a partida com seis recepções para 138 jardas de recepção e um touchdown na derrota do Cowboys por 31 a 38. Contra o New York Giants, na semana 5, Gallup registrou 4 recepções para 73 jardas, incluindo uma recepção de 38 jardas no final do quarto quarto para configurar o field goal que traria a vitória na partida por 37 a 34. Na semana 16 contra o Philadelphia Eagles, Gallup registrou 6 recepções para 121 jardas e 2 touchdowns durante a vitória por 37-17. Gallup terminou esta temporada com 59 recepções para 834 jardas e 5 touchdowns.

## Estatísticas

### Temporada Regular
| Temporada Regular | Temporada Regular | Temporada Regular | Temporada Regular | Temporada Regular | Temporada Regular | Temporada Regular | Temporada Regular | Temporada Regular | Temporada Regular | Temporada Regular | Temporada Regular | Temporada Regular | Temporada Regular | Temporada Regular | Temporada Regular |
| Ano               | Time              | Partidas          | Partidas          | Recebendo         | Recebendo         | Recebendo         | Recebendo         | Recebendo         | Correndo          | Correndo          | Correndo          | Correndo          | Correndo          | Fumble            | Fumble            |
| ----------------- | ----------------- | ----------------- | ----------------- | ----------------- | ----------------- | ----------------- | ----------------- | ----------------- | ----------------- | ----------------- | ----------------- | ----------------- | ----------------- | ----------------- | ----------------- |
| Ano               | Time              | GP                | GS                | Rec               | Yds               | Avg               | Lng               | TD                | Att               | Yds               | Avg               | Lng               | TD                | Fum               | Lost              |
| 2018              | DAL               | 16                | 8                 | 33                | 507               | 15.4              | 49T               | 2                 | 0                 | 0                 | 0.0               | 0                 | 0                 | 0                 | 0                 |
| 2019              | DAL               | 14                | 12                | 66                | 1,107             | 16.8              | 62                | 6                 | 0                 | 0                 | 0.0               | 0                 | 0                 | 0                 | 0                 |
| 2020              | DAL               | 16                | 15                | 59                | 843               | 14.3              | 55                | 5                 | 0                 | 0                 | 0.0               | 0                 | 0                 | 0                 | 0                 |
| Carreira          | Carreira          | 46                | 35                | 158               | 2,457             | 15.6              | 62                | 13                | 0                 | 0                 | 0.0               | 0                 | 0                 | 0                 | 0                 |

### Pós-Temporada
| Pós-Temporada | Pós-Temporada | Pós-Temporada | Pós-Temporada | Pós-Temporada | Pós-Temporada | Pós-Temporada | Pós-Temporada | Pós-Temporada | Pós-Temporada | Pós-Temporada | Pós-Temporada | Pós-Temporada | Pós-Temporada | Pós-Temporada | Pós-Temporada |
| Ano           | Time          | Partidas      | Partidas      | Recebendo     | Recebendo     | Recebendo     | Recebendo     | Recebendo     | Correndo      | Correndo      | Correndo      | Correndo      | Correndo      | Fumble        | Fumble        |
| ------------- | ------------- | ------------- | ------------- | ------------- | ------------- | ------------- | ------------- | ------------- | ------------- | ------------- | ------------- | ------------- | ------------- | ------------- | ------------- |
| Ano           | Time          | GP            | GS            | Rec           | Yds           | Avg           | Lng           | TD            | Att           | Yds           | Avg           | Lng           | TD            | Fum           | Lost          |
| 2018          | DAL           | 2             | 1             | 8             | 137           | 17.1          | 44            | 1             | 0             | 0             | 0.0           | 0             | 0             | 0             | 0             |
| Carreira      | Carreira      | 2             | 1             | 8             | 137           | 17.1          | 44            | 1             | 0             | 0             | 0.0           | 0             | 0             | 0             | 0             |

## Ligação Externa
- Twitter
- Biografia no Dallas Cowboys